# بروس جکسون
بروس جکسون (به انگلیسی: Bruce Jackson) یکی از اعضای هیأت مدیره مؤسسه آمریکایی پروژه‌ای برای قرن جدید آمریکایی (Project for the New American Century) و معاون سابق شرکت لاکهید مارتین است.
جکسون بین سال‌های ۲۰۰۲ و ۲۰۰۳ و پیش از حمله آمریکا به عراق ریاست مرکز غیر دولتی موسوم به «کمیته آزادسازی عراق» را عهده‌دار بود که از بزرگ‌ترین حامیان تغییر حکومت در عراق و سرنگون کردن صدام حسین محسوب می‌شد.
وی همچنین مؤسس و رئیس پروژه دمکراسی‌های در حال گذار است که در زمینه انقلاب‌های مخملی در کشورهای بلوک شرق سابق فعالیت می‌کند.
بروس جکسون در ضمن ریاست مرکزی تحت عنوان «کمیته آمریکایی ناتو» را عهده‌دار است که در زمینه گسترش ناتو و همکاری‌های آمریکا و اروپا فعال است. وی تا سال ۱۹۹۰ میلادی در دفتر وزارت دفاع آمریکا مشغول به کار بود.